# Begonia veitchii
Espèce
Synonymes
- Begonia rosiflora Hook.f.[1] [2]
- Begonia veitchii f. rosiflora (Hook.f.) Voss[1]

Begonia veitchii est une espèce de plantes de la famille des Begoniaceae. Ce bégonia tubéreux est originaire du Pérou. L'espèce fait partie de la section Eupetalum. Elle a été décrite en 1867 par Joseph Dalton Hooker (1817-1911). L'épithète spécifique veitchii signifie « de Veitch » en hommage aux établissements horticoles James Veitch (en) & Sons pour le compte desquels le récolteur, Richard Pearce (en) (1835–1868), a trouvé cette plante en 1866 à Cuzco au cours de son exploration de l'Amérique du Sud, en quête de nouvelles espèces à cultiver en Angleterre pour les collectionneurs.

## Répartition géographique
Cette espèce est originaire du pays suivant : Pérou.